# Terza Repubblica cecoslovacca
Durante la seconda guerra mondiale, la Cecoslovacchia sparì dalla cartina dell'Europa. La rinascita della nazione come Stato sovrano fu il risultato non solo delle politiche degli alleati occidentali (Francia, Regno Unito e Stati Uniti), ma anche degli ideali cecoslovacchi impersonati dalla prima Repubblica cecoslovacca. Tuttavia, alla conclusione della seconda guerra mondiale, la Cecoslovacchia cadde all'interno della sfera di influenza dell'Unione Sovietica; di conseguenza, l'organizzazione politica ed economica cecoslovacca divenne argomento di difficili negoziati tra Edvard Beneš e gli esiliati del Partito Comunista di Cecoslovacchia (KSČ) a Mosca.

## Storia

### 1945
La cosiddetta Terza Repubblica (Československá republika, ČSR) ebbe inizio nell'aprile 1945. Il suo governo, con sede a Košice, fu istituito il 4 aprile e nel maggio si trasferì a Praga: vi era una coalizione di Fronte Nazionale in cui predominavano tre partiti: il Partito Social Democratico Cecoslovacco, il Partito Comunista di Cecoslovacchia (KSČ) e il Partito Social Nazionale Ceco. Il Partito Popolare Slovacco fu bandito, in quanto collaborazionista dei nazisti. Anche ad altri partiti conservatori democratici, come il Partito Repubblicano dei Fattori e Contadini, fu vietato di riprendere le attività nel periodo post-bellico. Alcuni partiti non socialisti parteciparono alla coalizione: tra di essi vi era il Partito Popolare Cattolico (in Moravia) e il Partito Democratico Slovacco. Secondo i decreti presidenziali di Edvard Beneš, tutte le proprietà appartenenti ai collaboratori dei nazisti furono confiscate senza compensazione. Le loro terre furono distribuite ai contadini, e le loro industrie, ammontanti al 16,4% di tutta l'industria cecoslovacca e impieganti il 61,2% della forza lavoro industriale, furono nazionalizzate.
Beneš aveva raggiunto un compromesso con il KSČ per evitare un colpo di Stato dopo la guerra; egli anticipò che il processo democratico avrebbe re-istituito una distribuzione dei poteri equa. Beneš aveva negoziato l'alleanza sovietica, ma allo stesso tempo sperava di far diventare la Cecoslovacchia un "ponte" tra Europa orientale e Europa occidentale, capace di mantenere i contatti con entrambe le parti. Il leader del KSČ Klement Gottwald, tuttavia, si dimostrò favorevole ad un approccio "gradualista", cioè la salita al potere del KSČ tramite i mezzi della democrazia.
L'entusiasmo popolare evocato dagli eserciti sovietici di liberazione andò a beneficio del KSČ. I cecoslovacchi, amareggiati dall'Occidente per gli Accordi di Monaco, risposero favorevolmente sia al KSČ che all'alleanza con l'Unione Sovietica. I comunisti ottennero una forte rappresentanza nei comitati nazionali eletti dal popolo, i nuovi organi di amministrazione locale. Il KSČ organizzò e centralizzò il movimento dei sindacati; su 120 rappresentanti al Consiglio Centrale dei Sindacati, 94 erano comunisti. Il partito operò per acquisire una rappresentanza di massa, tra cui quella dei contadini e della piccola borghesia, come anche del proletariato. Tra il maggio 1945 e il maggio 1946, gli iscritti al KSČ passarono da 27 000 a 1,1 milioni.

### 1946
Alle elezioni parlamentari del 1946, il KSČ vinse nella parte ceca della nazione (40,17%), e il Partito Democratico anti-comunista vinse in Slovacchia (62%). In totale, tuttavia, il KSČ ottenne la maggioranza del 38% del voto a livello nazionale. Beneš continuò a fungere da Presidente della Repubblica, e Jan Masaryk, figlio del padre fondatore, nonché ex Presidente, continuò da Ministro degli Esteri. Gottwald divenne Primo ministro. Cosa più importante era che, nonostante i comunisti avessero la minoranza dei ministeri, essi erano in grado di controllare i ministeri chiave, come quello dell'informazione, del commercio interno, della finanza e degli interni (tra cui l'apparato di polizia). Attraverso questi ministeri, i comunisti furono in grado di sopprimere l'opposizione non-comunista, di posizionare membri del partito in posizione di potere, e di creare una base solida per il tentativo di rovesciamento del potere.

### 1947
L'anno che seguì fu privo di eventi di interesse; il KSČ continuò a proclamare la sua orientazione nazionale e democratica. La svolta giunse nell'estate del 1947. Nel mese di luglio, il governo cecoslovacco, con l'approvazione del KSČ, accettò l'invito anglo-francese per le discussioni preliminari del Piano Marshall. L'Unione Sovietica rispose immediatamente alla mossa cecoslovacca: Stalin convocò Gottwald a Mosca.
Al suo ritorno a Praga, il KSČ cambiò la propria decisione. Nei mesi successivi, il partito dimostrò una certa radicalizzazione nelle sue tattiche: il partito sosteneva che fosse imminente un colpo di Stato reazionario, e che fossero pertanto necessarie azioni immediate per impedirlo. Attraverso i media e la polizia, essi intensificarono le loro attività. Annunciata in origine da Gottwald al Comitato Centrale del KSČ, riunitosi nel novembre 1947, la notizia delle trame reazionarie fu data in pasto alla nazione tramite la stampa comunista.

### 1948
Nel gennaio 1948, il ministero degli Interni, controllato dai comunisti, procedette con la purga delle forze di sicurezza cecoslovacche, sostituendo comunisti ai non comunisti. Allo stesso tempo, il KSČ iniziò ad attivarsi per la nazionalizzazione e per una nuova riforma delle terre, che limitasse i possedimenti a cinquanta ettari.
Il governo precipitò con il colpo di Stato di febbraio. Spalleggiati da tutti i partiti non comunisti, i ministri nazional-socialisti affermarono che i comunisti stavano utilizzando la polizia e le forze di sicurezza per sopprimere i non-comunisti, e cercarono quindi di porre fine a questi fatti. Il Primo ministro Gottwald, tuttavia, rimandò ripetutamente le discussioni sul problema della polizia. Il 20 febbraio, i nazional-socialisti si dimisero dal governo in segno di protesta. Il Partito Popolare Cattolico e il Partito Democratico Slovacco seguirono subito dopo.
I dodici ministri non comunisti si dimisero, in parte, per indurre Beneš ad indire elezioni anticipate: la perdita dei comunisti era attesa, data la disapprovazione popolare riguardo alle recenti tattiche del KSČ. Un sondaggio del mese di gennaio indicò una diminuzione del 10% nel sostegno ai comunisti; un'altra volta, però, i nazional-socialisti fecero le loro mosse senza un'adeguata coordinazione con Beneš. I partiti democratici, inoltre, non fecero sforzi per cercare di ottenere il sostegno popolare. Inoltre, Beneš rifiutò di accettare le dimissioni del governo, e non indisse nuove elezioni; nei giorni che seguirono, espulse i ministri democratici per evitare accuse di collusione. L'esercito cecoslovacco rimase neutrale.
Nel frattempo, il KSČ incrementò le proprie forze. Il Ministero degli Interni distribuì le forze di polizia nelle aree sensibili ed istituì una milizia popolare. Il Ministero dell'Informazione, anch'esso controllato dai comunisti, rifiutò di mandare in onda i politici non comunisti. I ministeri retti dai partiti non comunisti furono gestiti da "comitati di azione" comunisti; questi espulsero tutte le persone non affiliate al comunismo dagli organi di partito. Il 25 febbraio Edvard Beneš, temendo forse l'intervento sovietico, capitolò. Accettò le dimissioni dei ministri dissidenti e ricevette una nuova lista di ministri da Gottwald, che completò così il rovesciamento dei poteri da parte dei comunisti. Il 9 maggio venne approvata la nuova Costituzione comunista con cui la Cecoslovacchia diventava una democrazia popolare, ma Beneš rifiutò di firmarla, ed il 7 giugno 1948 si dimise, morendo poco dopo di emorragia cerebrale mentre si trovava nella sua villa di Sezimovo Ústí nella Boemia meridionale.
La Cecoslovacchia mantenne la denominazione di Repubblica Cecoslovacca fino alla nuova Costituzione dell'11 luglio 1960, quando assunse la denominazione di Repubblica Socialista Cecoslovacca.